# Mugiboogie (album)
Mugiboogie er et album af Mugison fra 2007.

## Track listing
1. "Mugiboogie"
2. "The Pathetic Anthem"
3. "To The Bone"
4. "Jesus Is A Good Name to Moan"
5. "George Harrison"
6. "Deep Breathing"
7. "I'm Alright"
8. "The Animal"
9. "Two Thumb Sucking Son Of A Boyo"
10. "The Great Unrest"
11. "My Love I Love"
12. "Sweetest Melody"

## Personel
- Mugison – Vokal, instrumenter, tekst, produktion og arrangementer.